# N38 (Luxemburg)
De N38 (Luxemburgs: Nationalstrooss 38) is een nationale weg in Luxemburg bij de plaats Dudelange. De route met een lengte van ongeveer 600 meter verbindt de CR161 met de A13 afrit 3. Deze afrit is alleen van/naar Luxemburg-stad toe en niet richting Frankrijk. 
N1 ·
N2 ·
N3 ·
N4 ·
N5 ·
N6 ·
N7 ·
N8 ·
N10 ·
N11 ·
N12 ·
N13 ·
N14 ·
N15 ·
N16 ·
N17 ·
N18 ·
N19 ·
N20 ·
N21 ·
N22 ·
N23 ·
N24 ·
N25 ·
N26 ·
N27 ·
N28 ·
N31 ·
N32 ·
N33 ·
N34 ·
N35 ·
N37 ·
N38
N50 ·
N51 ·
N52 ·
N53 ·
N55 ·
N56 ·
N57